# Tracy Kivell
Tracy Lynne Kivell (* 1974 in Richmond (British Columbia)) ist eine kanadische Paläoanthropologin und Direktorin der Abteilung Menschliche Ursprünge am Max-Planck-Institut für evolutionäre Anthropologie in Leipzig. In ihrer Forschung beschäftigt sie sich schwerpunktmäßig mit der funktionellen Morphologie des postkranialen Skeletts bei Primaten, insbesondere der Evolution der Hand, die den aufrechten Gang ermöglichte.

## Werdegang
Kivell nahm zunächst ein Bachelor-Studium der Bildenden Kunst und später der klassischen Archäologie auf, ehe sie zur Anthropologie wechselte. In biologischer Anthropologie erwarb sie 2002 an der University of Toronto einen Master-Abschluss und nahm dort im Anschluss ein Promotionsstudium auf. 2007 wurde sie mit einer Arbeit über die Entwicklung des Handgelenks bei Primaten promoviert. Anschließend erhielt sie an der Duke University eine Stelle als Assistant Professor am Fachbereich für evolutionäre Anthropologie und unterrichtete zudem menschliche Anatomie an der dortigen medizinischen Fakultät. Ab 2009 arbeitete sie als Postdoc am Max-Planck-Institut für evolutionäre Anthropologie in Leipzig in der Abteilung für Humanevolution von Jean-Jacques Hublin.
2013 wechselte sie an die britische University of Kent, an der sie 2017 auf eine Professur für biologische Anthropologie berufen wurde. Seit 2014 ist sie zudem auch als Fellow mit dem Centre for the Exploration of the Deep Human Journey der Witwatersrand-Universität in Johannesburg affiliiert. Anfang 2023 kehrte Kivell an das Max-Planck-Institut für evolutionäre Anthropologie zurück und wurde dort Direktorin der neu geschaffenen Abteilung Menschliche Ursprünge.
Kivell war an der Arbeitsgruppe um Lee Berger beteiligt, die 2015 erstmals die ausgestorbene Art Homo naledi beschrieb. Sie leitet insbesondere die Arbeiten zur Erforschung der Hand-Fossilien dieser Art sowie daneben auch der des Australopithecus sediba.

## Werke (Auswahl)
- als Herausgeber mit Pierre Lemelin, Brian G. Richmond und Daniel Schmitt: The Evolution of the Primate Hand: Anatomical, Developmental, Functional, and Paleontological Evidence. Springer, New York 2016.